# Kevin Spirtas
Kevin Blair Spirtas (Saint Louis, 29 de julio de 1962) es un actor estadounidense.

## Carrera
Spirtas es conocido por sus papeles como el Dr. Craig Wesley en la telenovela, Days of Our Lives, Jonas Chamberlain en la telenovela One Life to Live, y como Nick en el slasher Friday the 13th Part VII: The New Blood (1988). Spirtas ha trabajado en Broadway , con funciones, entre ellas suplente de Hugh Jackman en The Boy From Oz , y también ha trabajado como ejecutante del truco . Él comenzó a usar el nombre de "Kevin Spirtas" profesionalmente en 1995, habiendo sido acreditado previamente como "Kevin Blair".

## Filmografía
- Winterthorne (Dominic Delacort; 2015)
- Hustling (serie de televisión; 2012-2014)
- Albino Farm (2009)
- One Life to Live (Jonas Chamberlain; 2008)
- Horror High (2005)
- Daredevil (2003)
- God's Helper (2001)
- Love Bytes (2001, Jesus)
- V.I.P. (2000)
- Friends (Dr. Wesley, 2000)
- Embrace the Darkness  (1998)
- The Young and the Restless (Les (1997)
- Days of Our Lives (Dr. Craig Wesley; 1997, 1998–2003, 2005, 2009)
- Fired Up (1997)
- A Match Made in Heaven (1997)
- Married... with Children (1997)
- Green Plaid Shirt (1997)
- Who Killed Buddy Blue? (1996)
- Raging Angels (1995)
- Silk Stalkings (1995)
- Valley of the Dolls (1994 Series)
- Bloodlust: Subspecies III (1994)
- Bloodstone: Subspecies II (1992)
- Quantum Leap (1989)
- Friday the 13th Part VII: The New Blood (1988)
- The Facts of Life (1986)
- The Hills Have Eyes Part II (1985)
- Rituals (1984)